# Школа № 1501
Школа № 1501 (Государственное бюджетное общеобразовательное учреждение города Москвы «Школа № 1501») — московская школа, образованная в августе 1999 года путём слияния двух московских технических лицеев: № 1501 при МГТУ «Станкин» и № 1550 при МАДИ(ТУ), правопреемником которых он стал.
Директором нового лицея стала Рахимова Наталия Турсуновна — кандидат физико-математических наук, доцент, Академик Международной Академии Информатизации. На церемонии открытия лицея присутствовали: мэр Москвы Ю. М. Лужков, руководитель Департамента образования г. Москвы Л. П. Кезина, ректор МГТУ «Станкин» Ю. М. Соломенцев, Иосиф Кобзон. Символический ключ от нового здания директору лицея вручил архитектор Ю. Ильин-Адаев.
Проект специально построенного для лицея здания получил приз «Золотое сечение» в номинации «Лучший проект школьного здания». Авторами проекта являются: архитекторы Ю.Ильин-Адаев, А.Локтев, Е.Сафонова, Г.Такташова, конструктор И.Савицкая.
В 2014 году вошел в рейтинг «Лучшие школы России-2014», заняв 14 место.
В 2014/15 годах началось объединение в лицей 9 учебных заведений, из которых 6 являются школами, а три детскими садами.